# Cultura del Gaudo

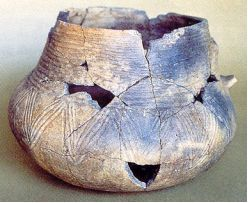
Ceramica cerimoniale della Cultura del Gaudo

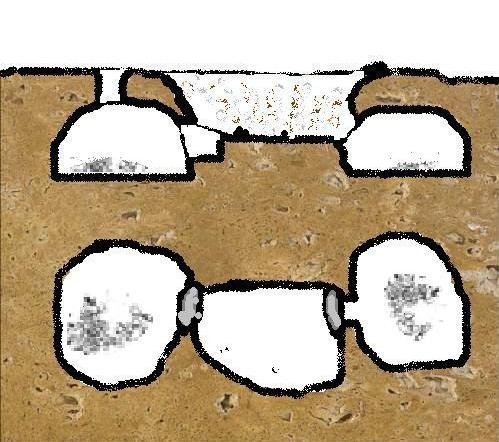
Esempio di sepoltura del Gaudo: un accesso con anticamera, da cui si diramano due camere funerarie, contenenti ceramica cerimoniale e scheletri umani in posizione fetale.

La cultura del Gaudo è una cultura eneolitica sviluppatasi nel sud Italia tra la fine del IV  e la prima metà del III millennio a.C.. Prende il nome dalla necropoli di Spina-Gaudo situata nei pressi della foce del fiume Sele, in provincia di Salerno. Si trova a circa 1-2 km di distanza dal noto sito di Paestum.

## Sito eponimo
La necropoli del Gaudo, è un sito archeologico della piana di Paestum, frutto di una scoperta casuale avvenuta nell'autunno del 1943, durante la costruzione di una pista d'atterraggio da parte degli alleati anglo-americani, presenti in zona dopo lo sbarco a Salerno, e fu esplorata dal 1945 al 1947 dalla Soprintendenza alle Antichità di Salerno.
Le tracce più antiche di insediamenti umani nella zona pestana risalgono al paleolitico; le più recenti sono quelle che si riferiscono alla cosiddetta cultura del Gaudo. 
Posta a circa un chilometro da Paestum la necropoli venuta alla luce si estende per un'area di circa 2000 m², in cui sono state rinvenute 34 tombe.

## Cultura materiale e origini
Gli aspetti materiali portano a dimostrare la piena omogeneità della ceramica del Gaudo e a identificare e localizzare i centri di origine e di diffusione di questa cultura principalmente in Anatolia e nell’isole del mar Egeo.
Pellegrino Claudio Sestieri sostiene nel 1960 che le brocche sferiche della civiltà del Gaudo ricordino le forme globulari delle civiltà dell'Egeo piuttosto che i vasi italici. Ne deriva "una contemporaneità della cultura del Gaudo con lo strato II di Troia e le epoche Proto-Minoico III e Medio-Minoico I, per un periodo che andrebbe fra il 2400 e il 1900 a.C.
Nello specifico si ritiene che le origini della cultura del Gaudo siano dovute a una migrazione di una popolazione nomade guerriera dall'Anatolia settentrionale.

## Sepolture

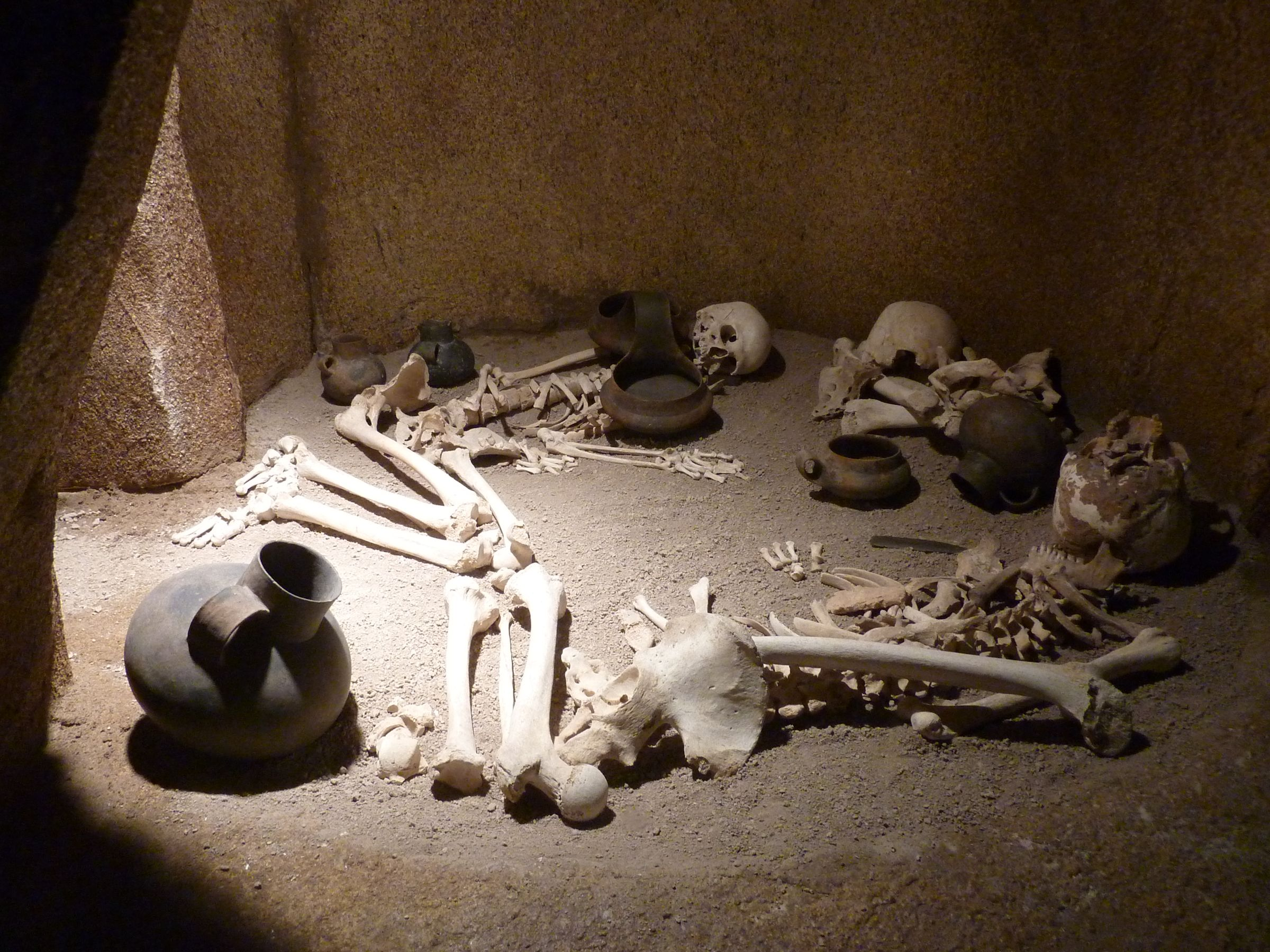
Ricostruzione di un'inumazione al Museo archeologico di Paestum

Le tombe a "forno" erano scavate nella roccia con un pozzetto d'accesso che conduceva a una o due camere sepolcrali a sepoltura multipla.
Il rito funebre era svolto da più persone; una volta conclusosi, la cella sepolcrale era chiusa da un grande masso.
Le sepolture erano utilizzate per successive deposizioni; in questo caso, i resti del defunto più recente venivano spostati in fondo alla cella, insieme a quelli che lo avevano preceduto. Nelle tombe sono stati ritrovati numerosi askoi, caratteristici vasi a saliera.
Lo studio della disposizione delle ossa e degli arredi funebri ha fatto ritenere agli studiosi che queste genti si raggruppassero in clan familiari di indole guerriera.